# Žerotín (kraj ołomuniecki)
Žerotín (niem. Scherotein, Zerotein) – gmina w Czechach w powiecie Ołomuniec w kraju ołomunieckim.
Pierwsza wzmianka o miejscowości pochodzi z roku 1131.

## Zabytki
- barokowy pałac z 1751
- kaplica z 1882